# Disc
Disc è un videogioco a tema sportivo futuristico pubblicato da Loriciel nel 1990, il concetto prende spunti da Deadly Disc, un videogioco virtuale presente nel cult movie Tron.

## Modalità di gioco
In un'arena si sfidano due giocatori lo scopo è eliminare dal quadro l'avversario. L'arena è formata da pannelli eliminabili tramite il lancio di un disco energetico che impattando sul pannello verticale, alle spalle dell'avversario, viene eliminato come anche la parte corrispondente sul pavimento. Così facendo lo spazio per i movimenti si riduce. Ci sono due modi per vincere la partita o colpendo l'avversario con il disco fino a togliere tutta l'energia o eliminando tutti i pannelli facendo precipitare e quindi eliminare l'avversario. Il disco può prendere traiettorie imprevedibili rimbalzando sulle pareti dell'arena o su un personaggio, armato di scudo riflettente, che apparirà di tanto in tanto, inoltre possono esserci più dischi presenti in ogni partita. Il giocatore potrà scegliere il proprio personaggio fra otto disponibili ognuno con caratteristiche differenti.